# Сиях-Чан-Кавиль II
Сиях-Чан-Кавиль II (также Сийах-Чан-К’авииль II, дословно «Рожден из неба бог Кавиль»; ? — 456) — шестнадцатый правитель древнего майяского царства Мутуль со столицей в Тикале, царствовавший с 411 по 456 год. Будучи внуком теотиуаканского царя, он не только добился полной политической независимости Мутульского царства от Теотиуакана, но и сделал его гегемоном в землях майя.

## Правление

### Происхождение
Сиях-Чан-Кавиль II был сыном основателя Второй династии Мутуля, Яш-Нун-Айину I, и внуком Хацом-Куха, царя Теотиуакана. Но у него имелись и майяские корни — по матери, которая была местной принцессой. Сиях-Чан-Кавиль II взошёл на тикальский трон в 411 году, то есть лишь спустя семь лет после смерти отца, умершего в 404 году. Причины такой задержки неизвестны.

### Внутренняя политика
Правление Сиях-Чан-Кавиля II отметилось новым возвышением Тикаля, который достиг площади в 10 кв. км и населения в 8—10 тысяч человек, став крупнейшим из окрестных городов.
Смешанное происхождение оказало сильное влияние на внутреннюю политику нового царя. Всё своё правление он стремился подчеркнуть одновременно и происхождение от Хацом-Куха, и преемственность от старой тикальской династии. Это отразилось в новом стиле монументальной архитектуры, совмещавшем теотиуаканские и местные мотивы.
Прямое отношение к этой политике легитимации новой династии, вероятно, имеет тикальская стела 28, возведение которой приписывается Сиях-Чан-Кавилю II. В надписи на стеле упоминается местное божество, а также Кинич-Муван-Холь I и Чак-Ток-Ичак II — последние два царя Первой династии. Ещё более ярким примером является другая стела, относящаяся к правлению Сиях-Чан-Кавиля II — стела 31. На ней изображена коронация этого царя: он поднимает пышный головной убор в майяском стиле, но с эмблемой совы, что является отсылкой к его деду Хацом-Куху (имя которого дословно переводится, как «Сова-Копьеметатель»). Кроме того, на стеле можно увидеть покойного отца нового царя, Яш-Нун-Айина I, в теотиуаканском военном облачении, упоминание "пришествия" Сиях-Кака (возглавлявшего войска Теотиуакана во время их вторжения в земли майя), смерть Хацом-Куха и в то же время — объявление Сиях-Чан-Кавиля II продолжателем дела своих предшественников на тикальском троне, в том числе Чак-Ток-Ичака II.

### Внешняя политика
Усиление Мутульского царства, произошедшее в правление Сиях-Чан-Кавиля II, повлекло за собой рост его политических амбиций. По мере ослабления влияния Теотиуакана на земли майя, Тикаль стал претендовать на роль регионального гегемона. Если в ранней стеле 28 Сиях-Чан-Кавиль II ещё называет себя вассалом западного каломте, то в 426 году он сам принял титул каломте, подчёркивая новый статус усилившейся державы. Целый ряд соседних городов оказался в вассальном подчинении у Тикаля, а его зона влияния распространялась на все окрестности, доходя вплоть до Копана, где в том же 426 году выходец из вассального Мутулю Караколя Кинич-Яш-Кук-Мо основал царство Шукууп. 
Также Сиях-Чан-Кавиль II вёл активную династическую политику, бывшую одним из способов экспансии. Он не только унаследовал владения матери, но и взял в жёны принцессу из Эль-Сапоте, а также женил своего сына, Кан-Читама, на царевне из Рио-Асуля.

### Смерть
Сиях-Чан-Кавиль II умер в 456 году (о чём сообщается в надписи на тикальской стеле 40) и был погребён в Храме 33. По неясным причинам, в погребении отсутствуют череп и кисти обеих рук.
Сиях-Чан-Кавилю II наследовал его сын, Кан-Ак (Кан-Читам).

## Семья
Супругой Сиях-Чан-Кавиля II была Иш-Айин — принцесса из небольшого, но стратегически важного городка Эль-Сапоте, располагавшегося к югу от Тикаля. У них был как минимум один сын:
- Кан-Ак, унаследовавший мутульский трон и продолживший политику отца по усилению державы.